# Rieden (Rajna-vidék-Pfalz)
Rieden település Németországban, Rajna-vidék-Pfalz tartományban. Lakosainak száma 1164 fő (2023. december 31.).

## Népesség
A település népességének változása:
| Lakosok száma | 1288 | 1190 | 1184 | 1158 | 1164 | 1164 |
|               | 1975 | 2017 | 2019 | 2021 | 2022 | 2023 |